# Pterogenia
Pterogenia är ett släkte av tvåvingar. Pterogenia ingår i familjen bredmunsflugor.

## Dottertaxa tillPterogenia, i alfabetisk ordning[1]
- Pterogenia atrata
- Pterogenia basilutea
- Pterogenia bifasciata
- Pterogenia boettcheri
- Pterogenia brevis
- Pterogenia centralis
- Pterogenia dayak
- Pterogenia divisa
- Pterogenia eurysterna
- Pterogenia fascifrons
- Pterogenia flavicornis
- Pterogenia flavopicta
- Pterogenia fuliginosa
- Pterogenia glabra
- Pterogenia glabrella
- Pterogenia glabrina
- Pterogenia guttata
- Pterogenia hamifera
- Pterogenia hendeli
- Pterogenia hologaster
- Pterogenia latericia
- Pterogenia laticeps
- Pterogenia luctuosa
- Pterogenia luteipennis
- Pterogenia minuspicta
- Pterogenia monticola
- Pterogenia niveitarsis
- Pterogenia nubecula
- Pterogenia ornata
- Pterogenia parva
- Pterogenia pectoralis
- Pterogenia punctata
- Pterogenia rectivena
- Pterogenia rubriceps
- Pterogenia ruficrus
- Pterogenia scutellaris
- Pterogenia similis
- Pterogenia singularis
- Pterogenia subcruciata
- Pterogenia tristis
- Pterogenia truncatula
- Pterogenia ussurica
- Pterogenia valida
- Pterogenia variipennis
- Pterogenia vittata
- Pterogenia vittifinis
- Pterogenia zonata